# Kamešnica (Serbia)
Kamešnica (cyr. Камешница) – wieś w Serbii, w okręgu zlatiborskim, w gminie Sjenica. W 2011 roku liczyła 258 mieszkańców.